# Kotuń (Powiat Siedlecki)
Kotuń ist ein Dorf sowie Sitz der Landgemeinde im Powiat Siedlecki der Woiwodschaft Masowien, Polen.

## Partnerstadt
Seit 2011 besteht eine Gemeindepartnerschaft zu Oberkrämer in Brandenburg.

## Gemeinde
Zur Landgemeinde Kotuń gehören 32 Ortschaften mit einem Schulzenamt:
Albinów
Bojmie
Broszków
Chlewiska
Cisie-Zagrudzie
Czarnowąż
Gręzów
Jagodne
Józefin
Kępa
Koszewnica
Kotuń
Łączka
Łęki
Marysin
Mingosy
Niechnabrz
Nowa Dąbrówka
Oleksin
Pieńki
Pieróg
Polaki
Rososz
Ryczyca
Sionna
Sosnowe
Trzemuszka
Tymianka
Wilczonek
Żdżar
Żeliszew Duży
Żeliszew Podkościelny